# Lưu Mân
Lưu Mân (劉旻) (895 - 954), cũng gọi Lưu Sùng, là người sáng lập ra Bắc Hán trong thời Ngũ đại Thập quốc trong lịch sử Trung Hoa từ năm 907 đến năm 960. Lưu Sùng là người thuộc dân tộc Sa Đà.

## Thành lập Bắc Hán
Lưu Mân là em trai của Lưu Tri Viễn, người thành lập nhà Hậu Hán, là triều đại cuối cùng trong 3 triều đại liên tiếp nhau của tộc Sa Đà. Nhà Hậu Hán sụp đổ năm 950 với sự vươn lên của nhà Hậu Chu. Lưu Mân tự xưng là người kế tục hợp pháp của nhà Hậu Hán và lập nên Bắc Hán (đôi khi gọi là Đông Hán) ở Sơn Tây, căn cứ quyền lực truyền nối nhiều đời của tộc Sa Đà.

## Quan hệ với láng giềng
Vương quốc này nằm kẹp giữa hai nước lớn mạnh hơn là nhà Hậu Chu về phía nam và nhà Liêu của người Khiết Đan về phía bắc. Lưu Mân đã thiết lập quan hệ truyền thống với Khiết Đan, nước bảo hộ cho Bắc Hán, do đó khiến Bắc Hán tồn tại lâu hơn bất kỳ vương quốc nào khác trong 10 nước thời Ngũ Đại.